# Cheval blanc d'Uffington
Pour les articles homonymes, voir Cheval blanc.
Le Cheval blanc d'Uffington est la représentation d'une silhouette chevaline de très grande taille creusée dans la partie supérieure d'une colline de craie qui fait partie de l'escarpement des Berkshire Downs et donne sur le Val du Cheval blanc au nord, dans la localité d’Uffington (comté d'Oxfordshire) en Angleterre.

## Situation

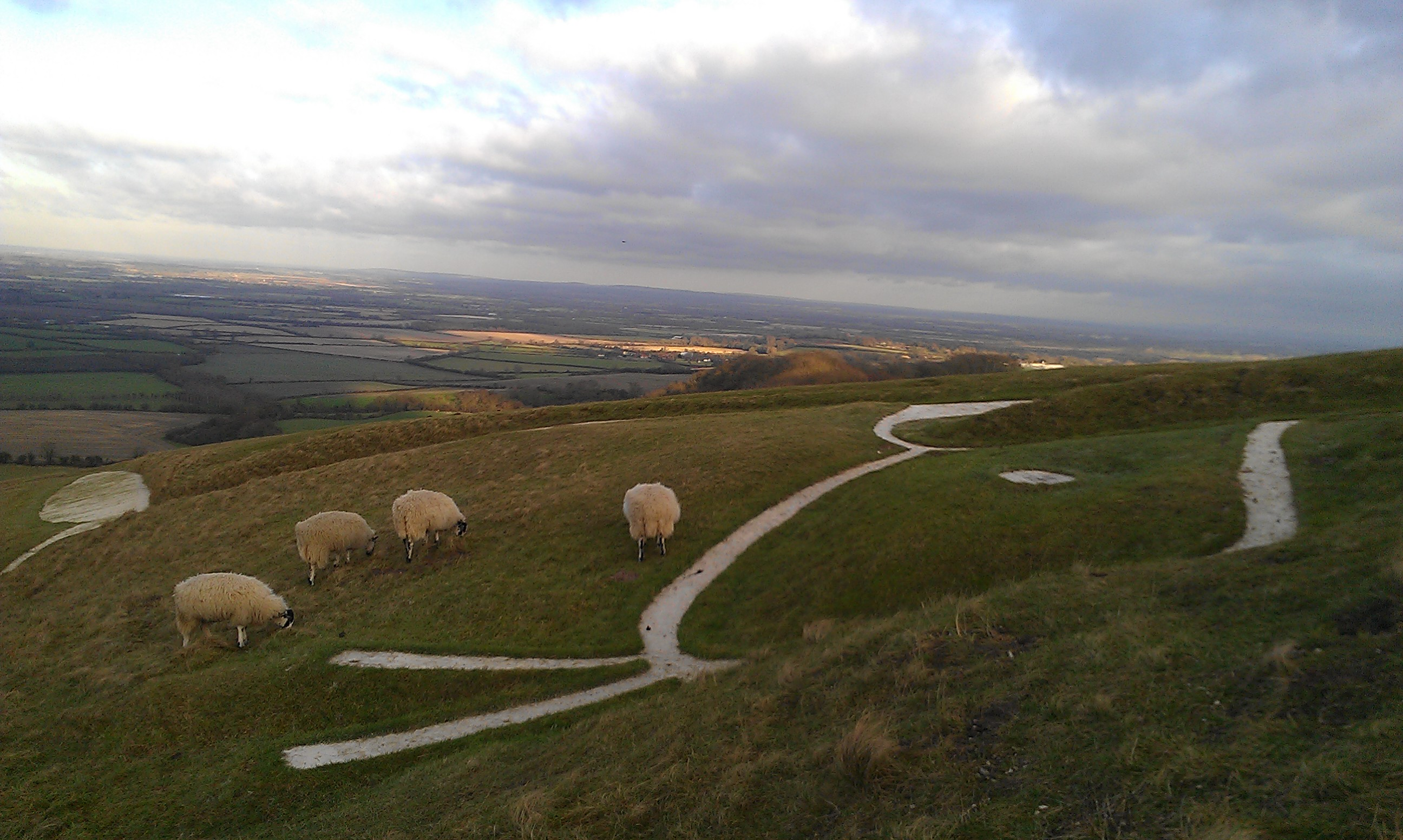
Tête et « bec » du cheval, entourée de quelques moutons en train de paître.

Gravure du cheval recensée dans An archaelogical index to remains of antiquity of the Celtic, Romano-British, and Anglo-Saxon periods, 1847.

Situé près du Ridgeway, un chemin qui parcourt la vallée de craie, près d'Uffington Castle (en) et Dragon Hill (en), le Cheval blanc d'Uffington est probablement la plus ancienne figure de craie (géoglyphe) connue en Angleterre. Cette silhouette linéaire d'un cheval courant est tracée dans la roche de craie, creusant la couche d'humus. La figure s'inscrit dans un format rectangulaire, de 100 m sur  30 m, orienté nord-sud, la tête au sud, et mesure environ 111 m de la queue à l'oreille. Bien visible du ciel, elle l'est aussi depuis les villages situés de l'autre côté de la Vallée du Cheval blanc : Great Coxwell, Longcot et Fernham. Le site, propriété du National Trust, est considéré comme un « site archéologique majeur ».

## Historique
Le nom de White Horse Hill est attesté depuis 1070, sous le règne de Guillaume Ier (1066-1087). La première référence au cheval proprement dit, par les bénédictins d'Abingdon Abbey, date de 1190. 
La raison d'être de cette figure a donné lieu à de multiples théories : représentation du cheval de la grande déesse cavalière Épona, monument commémorant la victoire du roi Alfred sur les Danois en 871, voire représentation liée au chef anglo-saxon semi-légendaire du Ve siècle Hengist. Cependant, dans la tradition locale, la silhouette est associée à la figure de saint Georges (saint patron d'Angleterre) qui aurait combattu le dragon sur Dragon Hill, colline toute proche.
Une datation plus récente, menée dans les années 1990 par Simon Palmer et David Miles de l'Oxford Archaeological Unit, démontre néanmoins que la figure date de l'âge du bronze. Le gigantesque cheval blanc d'Uffington, une des plus grandes réalisations humaines de l'âge du bronze européen (± 3 000 ans), est donc, parmi les géoglyphes équins d'Angleterre, probablement le seul que l'on puisse rattacher à la civilisation celtique. Daté du bronze final, il offre une représentation schématique du cheval avec un corps allongé, et les pattes disjointes, très proche de ce que l'on peut observer sur les pièces de monnaie celtiques.
Selon l'interprétation la plus récente, la silhouette ne serait pas un symbole territorial, représentation d'une divinité locale ou figure tracée pour honorer les dieux, mais serait un cheval « tirant le Soleil » : un dispositif en lien avec le passage diurne du Soleil dans le ciel, lié à la trajectoire du Soleil d'hiver, qui se rencontre dans d'autres pays nordiques.

## Conservation
Le Cheval blanc a toujours été régulièrement entretenu. Une campagne festive de décapage était pratiquée tous les sept ans, attestée depuis au moins 1677 jusqu'à la fin du XVIIIe siècle, mais probablement organisée depuis bien plus longtemps. La population locale participe à l'organisation et au financement de cet entretien : ainsi, une restauration a été organisée en juin 2000 et le tracé est régulièrement entretenu par des volontaires qui frottent la surface du sol pour désherber et le blanchir avec de la craie.